# Kaktuszgyümölcs

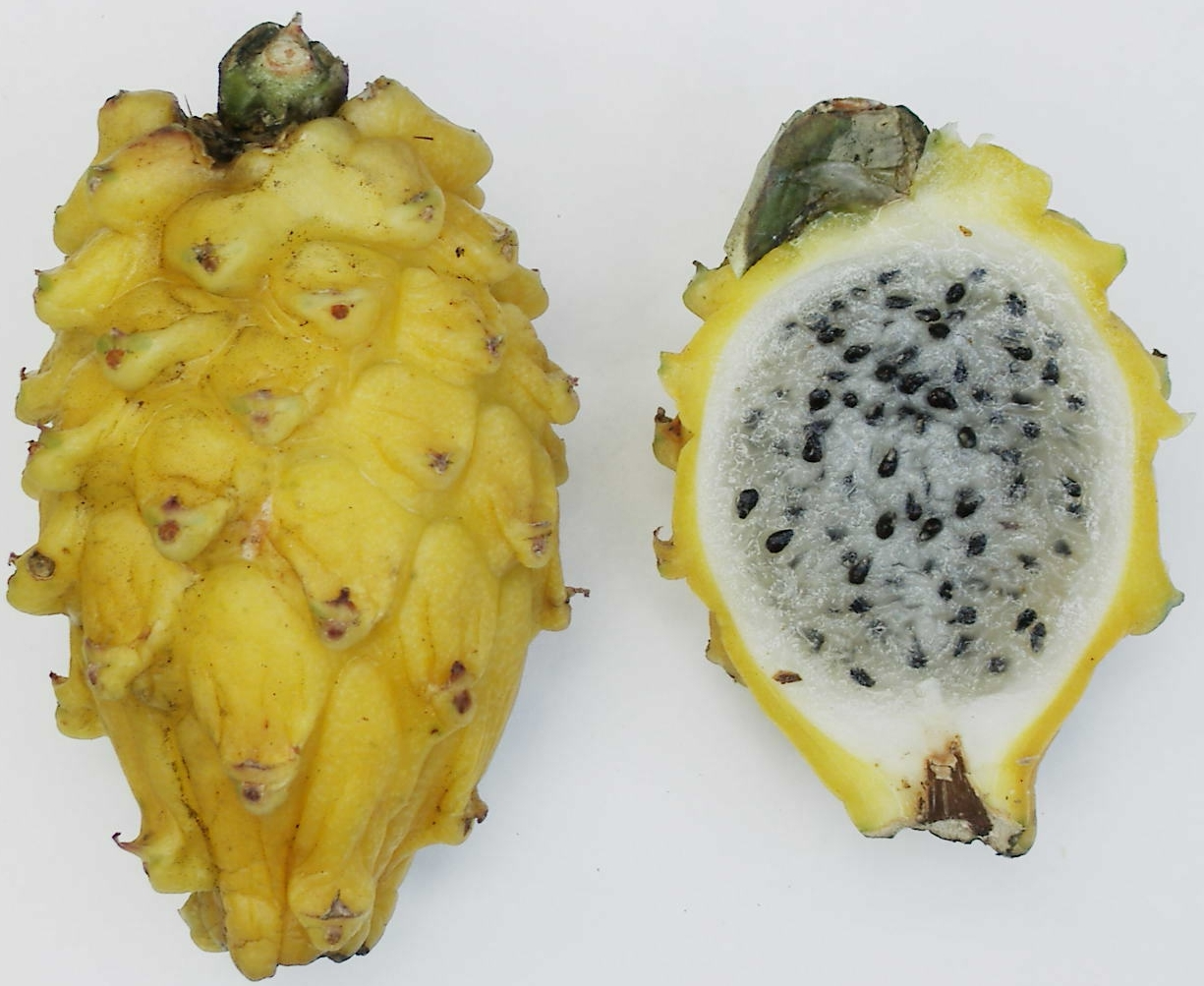
Sárga pitaja, a sárga kúszókaktusz (Hylocereus megalanthus) termése

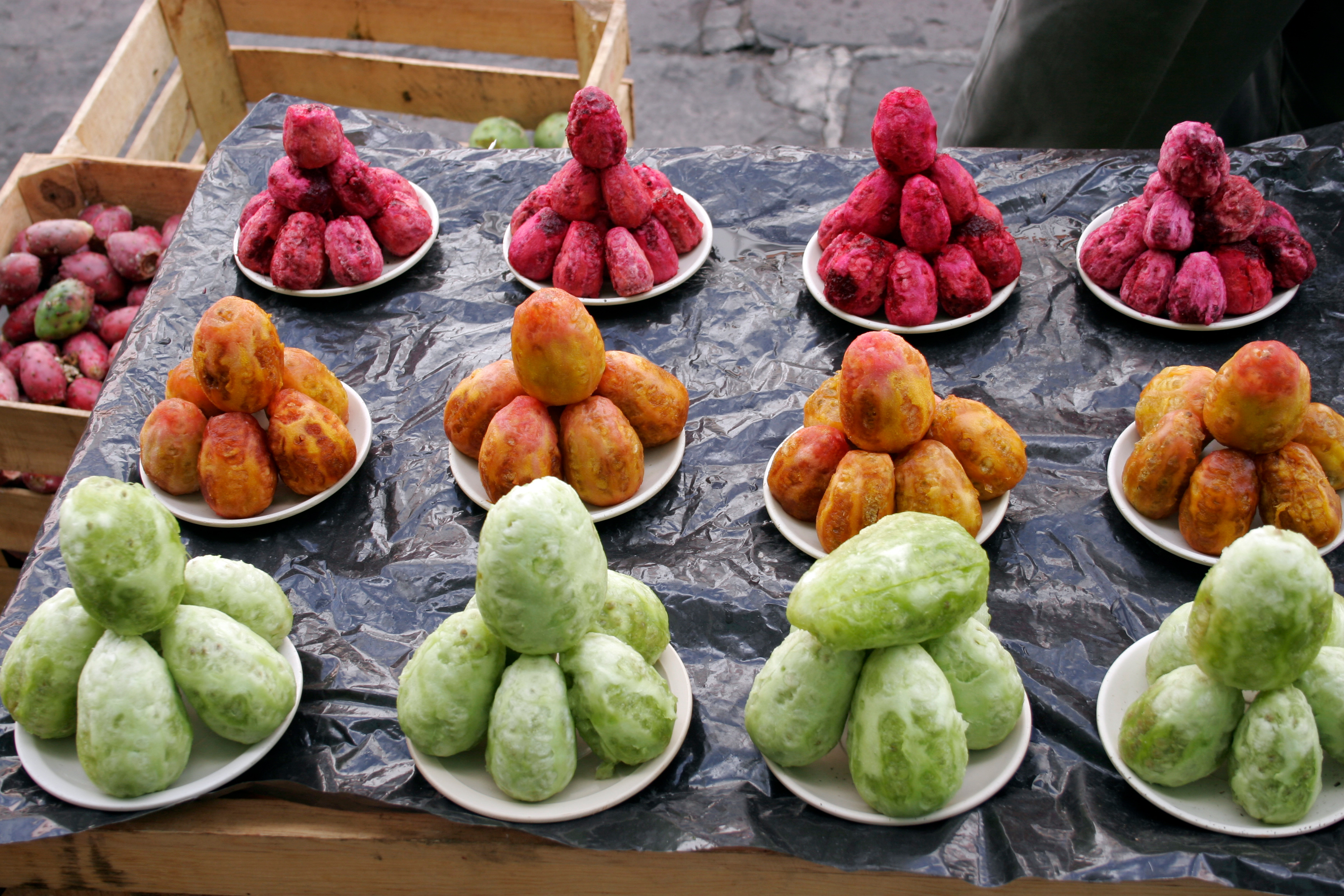
Kaktuszfügék a mexikói Zacatecas piacán

A kaktuszgyümölcs a szó tágabb értelmében a kaktuszfélék (Cactaceae) ehető bogyótermése (tehát nem minden kaktusztermés, csak az ehetőek). Szűkebb értelemben kaktuszgyümölcsnek csak az ehető kaktusztermések pitaja csoportját nevezik. A továbbiakban itt a tágabb értelmezés szerint vett kaktuszgyümölcsöket tárgyaljuk.

## A kaktusztermések általános jellemzői
A kaktuszok sokmagvú, húsos bogyótermése az alsó állású magházból alakul ki. A termések igen változatosak. Sok faj termését is a növény törzséhez, illetve szártagjaihoz hasonlóan védő tövispárna borítja — kivételek például a csupasz kelyhű kelyheskaktusz nemzetség fajai (Gymnocalycium spp.).
A gyümölcstermő kaktuszok nyáron virágoznak; termésük több hónap alatt, őszre érik be. A kaktuszfügék 5–7, a pitaják 7–8 cm-esek. Előbbieket kis párnácskákban növő töviscsomók védik, egyes a pitajaterméseket pedig fellevélszerű pikkelyek borítják. 
A gömbölyded, tojásdad vagy bunkó alakú termések közül egyesek — Obregonia denegrii, dinnyekaktusz (Melocactus spp.) — a kaktuszban rejtve fejlődnek vagy alig látszanak ki belőle. Mások feltűnően fehérek, élénk narancssárgák vagy pirosak — ezek akár a tyúktojásnál nagyobbra is megnőhetnek.
Legtöbbjük éretten felhasad (alapja vagy oldala felnyílik), de némelyek zártan esnek le. Egyes fajok termése beszárad, a héj szétmállik, és a magok szabaddá válva fejlődésnek indulhatnak. Az egy termésben található magok számú pár szemtől több százig változó. A magok többnyire feketék, barnák, szürkések vagy sárgák, csak egyes szemölcskaktusz (Mammillaria) fajok magja piros. Méretük a porszemnyitől (csodakaktusz nemzetség — Parodia spp.) a fügekaktuszok (Opuntia nemzetség) 6–8 mm-es magjaiig változik.
Sok kaktuszfaj húsos, lédús termése ehető; ezek a kaktuszgyümölcsök. Egyesekkel csak állatokat takarmányoznak, másokat az emberek is szívesen eszik. Ezek nemcsak eredeti élőhelyükön váltak az étkezési kultúra fontos elemeivé, de más kontinenseken (főleg a mediterrán éghajlat vidékeken) is.

## A kaktuszgyümölcsök fajtái
A kaktuszgyümölcsök négy legismertebb csoportja:
- a kaktuszfüge (tuna),
- a pitaja,
- a bisnaga (visnaga) és
- a kaktuszszamóca.

Egyik fenti csoportba sem tartozik több taxon gyümölcse. Ilyenek:
- kandeláberkaktusz (Carnegiea gigantea),
- orgonakaktusz (Pachycereus spp.),
- Stenocereus spp.,
- Cereus spp. (a Cereus repandus fajt Izraelben gyümölcse miatt termesztik),
- bokorkaktusz (Cylindropuntia spp.).

Ezeket egyes magyar szerzők a pitaja csoportba sorolják; más nyelveken ez kevésbé gyakori. Angol nyelvterületen a Cereus fajok termése a kaktuszalma (cactus apple); ezt a terminust mi is átvettük. A bokorkaktuszok gyümölcsét az indiánok csollának (cholla) nevezik.